# Batrachokształtne
Batrachokształtne, batrachowcokształtne (Batrachoidiformes) – monotypowy rząd morskich ryb promieniopłetwych obejmujący rodzinę:
- Batrachoididae – batrachowate

Występują w Oceanie Atlantyckim, Spokojnym i Indyjskim.